# Lijst van beschermd erfgoed in 's-Gravenbrakel
Onderstaande tabel geeft een overzicht van de beschermde erfgoederen in de gemeente 's-Gravenbrakel. Het beschermd erfgoed maakt deel uit van het cultureel erfgoed in België.
| Object | Bouwjaar/architect | Deelgemeente                            | Adres                            | Coördinaten                   | Nummer?                | Afbeelding |
| --- | ------------------ | --------------------------------------- | -------------------------------- | ----------------------------- | ---------------------- | --- |
| Bos van La Houssière (S) |                    | 's Gravenbrakel, Hennuyères, Ronquières |                                  | 50° 37' 15" NB, 4° 10' 32" OL | 55004-CLT-0001-01 Info | |
| 4 protohistorische graftomben (M) |                    | Ronquières                              |                                  | 50° 37' 13" NB, 4° 11' 56" OL | 55004-CLT-0002-01 Info | |
| Voormalige Dominicanenkerk (M) |                    | 's Gravenbrakel                         | Rue des Dominicains              | 50° 36' 35" NB, 4° 8' 7" OL   | 55004-CLT-0003-01 Info | Voormalige Dominicanenkerk (M) |
| Parochiekerk Sint-Gorik (M) |                    | 's Gravenbrakel                         | Rue de Bruxelles                 | 50° 36' 46" NB, 4° 8' 13" OL  | 55004-CLT-0004-01 Info | Parochiekerk Sint-Gorik (M) |
| Hôtel d'Arenberg, voormalig stadhuis (M) | 16e eeuw           | 's Gravenbrakel                         | Grand-Place 41                   | 50° 36' 38" NB, 4° 8' 12" OL  | 55004-CLT-0005-01 Info | Hôtel d'Arenberg, voormalig stadhuis (M) |
| Kasteel van Salmonsart en omgeving (S) |                    | 's Gravenbrakel                         | Chaussée de Mons 128-130         | 50° 35' 32" NB, 4° 5' 54" OL  | 55004-CLT-0006-01 Info | Kasteel van Salmonsart en omgeving (S) |
| Overblijfselen van de oude stadswallen: drie halfronde torens in de ruelle Larcée en een halfronde toren gelegen in de "rue des Fosses-Bas" (M) |                    | 's Gravenbrakel                         | Ruelle Larcée Rue des Fosses-Bas | 50° 36' 37" NB, 4° 8' 19" OL  | 55004-CLT-0007-01 Info | Overblijfselen van de oude stadswallen: drie halfronde torens in de ruelle Larcée en een halfronde toren gelegen in de "rue des Fosses-Bas" (M) |
| Parochiekerk Sint-Gorik en kerkhofmuur (M) |                    | Ronquières                              | Rue des Combattants              | 50° 36' 32" NB, 4° 13' 17" OL | 55004-CLT-0010-01 Info | Parochiekerk Sint-Gorik en kerkhofmuur (M) |
| Parochiekerk Sint-Martinus (M) |                    | Steenkerke                              | Place de Steenkerque             | 50° 38' 33" NB, 4° 4' 9" OL   | 55004-CLT-0012-01 Info | Parochiekerk Sint-Martinus (M) |
| Voormalig klooster van de Dominicanen (M) ensemble van deze gebouwen en de omgeving (S)                                                         |                    | 's Gravenbrakel                         | Rue des Dominicains              | 50° 36' 34" NB, 4° 8' 8" OL   | 55004-CLT-0013-01 Info | Voormalig klooster van de Dominicanen (M) ensemble van deze gebouwen en de omgeving (S)                                                         |
| Station van 's Gravenbrakel (M) omzomende bomenrij (S)                                                                                          | 1840-1843          | 's Gravenbrakel                         | Place René Branquart             | 50° 36' 21" NB, 4° 8' 18" OL  | 55004-CLT-0014-01 Info | Station van 's Gravenbrakel (M) omzomende bomenrij (S)                                                                                          |
| Muziekkiosk (M) | ca. 1885           | 's Gravenbrakel                         | Grand' Place                     | 50° 36' 38" NB, 4° 8' 9" OL   | 55004-CLT-0016-01 Info | Muziekkiosk (M) |
| Kapel Notre-Dame du Refuge (M) omgeving (S) |                    | Steenkerke                              | Rue du Couplet                   | 50° 38' 13" NB, 4° 4' 9" OL   | 55004-CLT-0017-01 Info | Kapel Notre-Dame du Refuge (M) omgeving (S) |
| Kapel Notre-Dame de Grâce (M) omgeving (S) |                    | Henripont                               | Rue d'Henripont                  | 50° 35' 54" NB, 4° 11' 24" OL | 55004-CLT-0018-01 Info | Kapel Notre-Dame de Grâce (M) omgeving (S) |
| Watermolen "Moulin de Cambron et d'Arenberg" (M) omgeving en loop van het water aan de achterzijde van het gebouw (S)                           |                    | Ronquières                              | Place de Ronquières 5            | 50° 36' 29" NB, 4° 13' 16" OL | 55004-CLT-0019-01 Info | Watermolen "Moulin de Cambron et d'Arenberg" (M) omgeving en loop van het water aan de achterzijde van het gebouw (S)                           |
| Art Nouveau huis (M) | 1903-1905          | 's Gravenbrakel                         | Rue Neuman 51                    | 50° 36' 36" NB, 4° 8' 22" OL  | 55004-CLT-0020-01 Info | Art Nouveau huis (M) |
| Kapel van Bon Dieu de Pitié (M) rots van Chenu (S)                                                                                              |                    | Ronquières                              | Rue Godart                       | 50° 36' 29" NB, 4° 13' 34" OL | 55004-CLT-0021-01 Info | Kapel van Bon Dieu de Pitié (M) rots van Chenu (S)                                                                                              |
| De in onbruik geraakte kleiputten op de plaats "le Grand Bois" (S)                                                                              |                    | Hennuyères                              |                                  | 50° 39' 3" NB, 4° 11' 27" OL  | 55004-CLT-0022-01 Info | |
| Zandgroeve van Planois (uitbreiding bos van la Houssière) (S)                                                                                   |                    | Hennuyères                              |                                  | 50° 37' 46" NB, 4° 11' 5" OL  | 55004-CLT-0023-01 Info | |
| Art Nouveau huis (M) | 1903-1905          | 's Gravenbrakel                         | Rue Neuman 53                    | 50° 36' 36" NB, 4° 8' 23" OL  | 55004-CLT-0024-01 Info | Art Nouveau huis (M) |
| Art Nouveau huis (M) | 1903-1905          | 's Gravenbrakel                         | Rue Neuman 55                    | 50° 36' 36" NB, 4° 8' 23" OL  | 55004-CLT-0025-01 Info | Art Nouveau huis (M) |
| Art Nouveau huis (M) | 1903-1905          | 's Gravenbrakel                         | Rue Neuman 57                    | 50° 36' 36" NB, 4° 8' 23" OL  | 55004-CLT-0026-01 Info | Art Nouveau huis (M) |
| Art Nouveau huis (M) | 1903-1905          | 's Gravenbrakel                         | Rue Neuman 59                    | 50° 36' 36" NB, 4° 8' 23" OL  | 55004-CLT-0027-01 Info | Art Nouveau huis (M) |
| Art Nouveau huis (M) | 1903-1905          | 's Gravenbrakel                         | Rue Neuman 61                    | 50° 36' 36" NB, 4° 8' 24" OL  | 55004-CLT-0028-01 Info | Art Nouveau huis (M) |
| Art Nouveau huis (M) | 1903-1905          | 's Gravenbrakel                         | Rue Neuman 63                    | 50° 36' 37" NB, 4° 8' 24" OL  | 55004-CLT-0029-01 Info | Art Nouveau huis (M) |